# Quiévelon

Quiévelon este o comună în departamentul Nord, Franța. În 1 ianuarie 2022 avea o populație de 138 de locuitori.